# سلافيسا بوغدانوفيتش
سلافيسا بوغدانوفيتش (بالإنجليزية: Slaviša Bogdanović)‏ (11 أكتوبر 1993 بغينيا بيساو - ) هو لاعب كرة قدم بوسني يلعب كحارس مرمى في نادي العين السعودي. احترف في السعودية في نادي القيصومة ونادي العين.

## روابط خارجية
- سلافيسا بوغدانوفيتش على موقع قاعدة بيانات كرة القدم.إي يو (الإنجليزية)
- سلافيسا بوغدانوفيتش على موقع Soccerway.com (الإنجليزية)